# Theunissen
Theunissen – miasto, zamieszkane przez 1549 ludzi (2011), w Republice Południowej Afryki, w prowincji Wolne Państwo.
Miasto założył Helgard Theunissen, dowódca w wojnach burskich.